# Sickius
Sickius is een geslacht van spinnen uit de familie vogelspinnen (Theraphosidae).

## Soorten
De volgende soorten zijn bij het geslacht ingedeeld:
- Sickius longibulbi Soares & Camargo, 1948